# Bipoláris koordináta-rendszer

Bipoláris koordináta-rendszer. A σ-körök pirossal, a τ-körök kékkel ábrázolva. Fókuszok a és az pontokban

A bipoláris koordináta-rendszer egy kétdimenziós ortogonális koordináta-rendszer, ami az Apollóniusz-körökön alapul. Megtévesztő lehet, hogy különböző szerzők más koordináta-rendszereket is bipolárisnak neveznek, mint a kétközepű bipoláris koordinátákat (ahol a két középpontól mért távolságok adják a koordinátákat), és a hasonló elven alapuló kétszögű koordinátákat. 
A bipoláris szót használják olyan görbék leírására, melyeknek két fókuszpontjuk van, mint ellipszisek, hiperbolák és Cassini-oválisok. Azonban nem nevezik bipolárisnak az ezeken az alakzatokon alapuló koordináta-rendszereket, mint például az elliptikus koordinátákat.

## Definíció

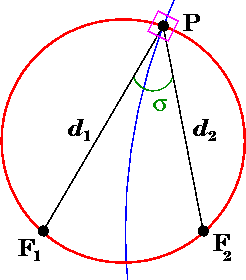
A bipoláris koordináták geometriai jelentése. A σ szöget a két fókusz és a P pont alkotja, míg τ a fókuszoktól mért távolságok arányának logaritmusa. A σ és τ konstansoknak megfelelő körök rendre pirossal, illetve kékkel ábrázolva, és derékszögben metszik egymást, amit magenta doboz jelöl

A rendszert két fókuszpont, F1 és F2 határozza meg. Egy P pont σ koordinátája megegyezik az F1 P F2 szöggel, míg a τ koordináta a fókuszoktól mért távolságok, d1 és d2 arányának természetes logaritmusa:
{\displaystyle \tau =\ln {\frac {d_{1}}{d_{2}}}.}
Ha felveszünk egy Descartes-féle koordinátarendszert úgy, hogy a két fókusz koordinátái (−a, 0) és (a, 0) legyenek, akkor a P pont koordinátái:
{\displaystyle x=a\ {\frac {\operatorname {sh} \tau }{\operatorname {ch} \tau -\cos \sigma }},\qquad y=a\ {\frac {\sin \sigma }{\operatorname {ch} \tau -\cos \sigma }}.}
τ értéke bármely valós szám lehet, míg a σ koordináta csak 2π periódus erejéig meghatározott, és többnyire -π és π között definiálják. Negatív értéket akkor vesz fel, ha a P pont az alsó félsíkon, tehát az F1F2 egyenes alatt van.

## Koordinátavonalak
A konstans σ-nak megfelelő görbék nem koncentrikus körök:
{\displaystyle x^{2}+\left(y-a\operatorname {ctg} \sigma \right)^{2}={\frac {a^{2}}{\sin ^{2}\sigma }}}
amelyek a fókuszokban metszik egymást. A konstans σ-jú körök középpontjai az y-tengelyre esnek. A pozitív σ-jú körök középpontja az x-tengely fölött található, míg a negatív σ-hoz tartozó körök középpontjai az x-tengely alá esnek. A  |σ|- π/2 mennyiség csökkenésével a körök zsugorodnak, középpontjuk pedig a (0, 0) origóhoz közelít; melyet akkor ér el, ha |σ| = π/2. A Thalész-tétel szerint, ha egy háromszög két csúcsa átellenes egy körön, és a harmadik csúcsa is a körön helyezkedik el, akkor a háromszög derékszög.
A konstans τ-jú görbék különböző sugarú, egymást nem metsző körök:
{\displaystyle y^{2}+\left(x-a\operatorname {cth} \tau \right)^{2}={\frac {a^{2}}{\operatorname {sh} ^{2}\tau }}}
melyek körülveszik a fókuszokat, de szintén nem koncentrikusak. A konstans τ-jú körök középpontjai az x-tengelyen fekszenek. A pozitív τ-hoz tartozó körök a jobb félsíkban (x > 0), míg a negatív τ-jú körök a bal félsíkon (x < 0) találhatók. A τ = 0 egyenes az y-tengely (x = 0). Ahogy τ nő, úgy a körök egyre kisebbek, és középpontjaik megközelítik a fókuszokat.

## Kapcsolat a Descartes-koordinátákkal

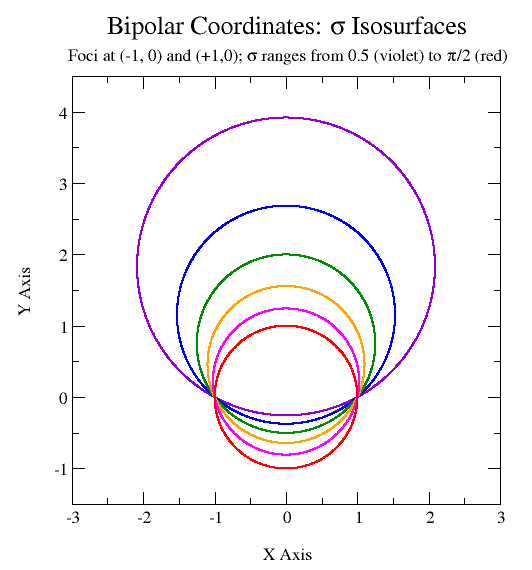
σ értékének változása 0,5-től (lila) π/2 (piros)-ig. Fókuszok a és az pontokban

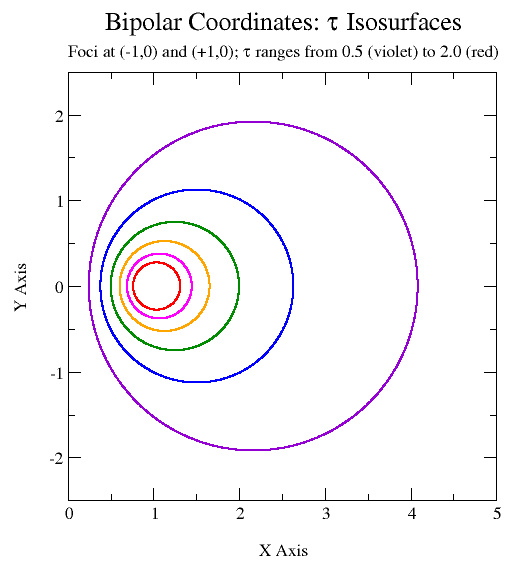
τ értékének változása 0,5-től (lila) 2 (piros)-ig. Fókuszok a és az pontokban

Descartes-koordinátákról így lehet bipoláris koordinátákra áttérni:
{\displaystyle \tau ={\frac {1}{2}}\ln {\frac {(x+a)^{2}+y^{2}}{(x-a)^{2}+y^{2}}}}
és
{\displaystyle \pi -\sigma =2\operatorname {arctg} {\frac {2ay}{a^{2}-x^{2}-y^{2}+{\sqrt {(a^{2}-x^{2}-y^{2})^{2}+4a^{2}y^{2}}}}}.}
A koordinátákra vonatkozó további azonosságok:
{\displaystyle \operatorname {th} \tau ={\frac {2ax}{x^{2}+y^{2}+a^{2}}}}
és
{\displaystyle \operatorname {tg} \sigma ={\frac {2ay}{x^{2}+y^{2}-a^{2}}}.}
ami megkapható az x = 0 határértékként a fenti definícióból.

## Skálázási tényezők
A skálázási tényezők kiszámításához vesszük {\displaystyle x+iy} egyenletének differenciálját:
{\displaystyle dx+i\,dy={\frac {-ia}{\sin ^{2}{\bigl (}{\tfrac {1}{2}}(\sigma +i\tau ){\bigr )}}}(d\sigma +i\,d\tau ).}
Ezt az egyenletet komplex konjugáltjával szorozva
{\displaystyle (dx)^{2}+(dy)^{2}={\frac {a^{2}}{{\bigl [}2\sin {\tfrac {1}{2}}{\bigl (}\sigma +i\tau {\bigr )}\sin {\tfrac {1}{2}}{\bigl (}\sigma -i\tau {\bigr )}{\bigr ]}^{2}}}{\bigl (}(d\sigma )^{2}+(d\tau )^{2}{\bigr )}.}
A szinuszokra és koszinuszok szorzatára vonatkozó azonosságok alkalmazásával
{\displaystyle 2\sin {\tfrac {1}{2}}{\bigl (}\sigma +i\tau {\bigr )}\sin {\tfrac {1}{2}}{\bigl (}\sigma -i\tau {\bigr )}=\cos \sigma -\operatorname {ch} \tau ,}
ebből
{\displaystyle (dx)^{2}+(dy)^{2}={\frac {a^{2}}{(\operatorname {ch} \tau -\cos \sigma )^{2}}}{\bigl (}(d\sigma )^{2}+(d\tau )^{2}{\bigr )}.}
Eszerint σ és τ skálázási tényezői megegyeznek, és:
{\displaystyle h_{\sigma }=h_{\tau }={\frac {a}{\operatorname {ch} \tau -\cos \sigma }}.}
További eredmények kaphatók az ortogonális koordináta-rendszerek általános egyenletéből behelyettesítéssel. Az infinitezimális területelem:
{\displaystyle dA={\frac {a^{2}}{\left(\operatorname {ch} \tau -\cos \sigma \right)^{2}}}\,d\sigma \,d\tau ,}
és a Laplace-operátor:
{\displaystyle \nabla ^{2}\Phi ={\frac {1}{a^{2}}}\left(\operatorname {ch} \tau -\cos \sigma \right)^{2}\left({\frac {\partial ^{2}\Phi }{\partial \sigma ^{2}}}+{\frac {\partial ^{2}\Phi }{\partial \tau ^{2}}}\right).}
A további differenciáloperátorok, mint {\displaystyle \nabla \cdot \mathbf {F} } és {\displaystyle \nabla \times \mathbf {F} } kifejezhetők a  {\displaystyle (\sigma ,\tau )} koordinátákkal úgy, hogy behelyettesítjük a skálázási tényezőket az ortogonális koordináta-rendszerek általános képleteibe.

## Az ortogonalitás bizonyítása
Az x és y koordináták egyenleteit kombinálva:
{\displaystyle x+iy=ai\operatorname {ctg} \left({\frac {\sigma +i\tau }{2}}\right).}
Eszerint a σ és τ koordináták az x+iy analitikus függvény valós és képzetes része. A konform leképezések általános szerint és a Cauchy-Riemann-egyenletekből adódóan a σ és a τ koordinátagörbéi derékszögben metszik egymást.

## Alkalmazások
A bipoláris koordináta-rendszer klasszikus alkalmazásai a parciális differenciálegyenletek megoldását segítik, például Laplace egyenletének vagy a Heimholtz-egyenlet, ahol is a bipoláris koordináták lehetővé teszik a változók szétválasztását. Egy példa a két, különböző átmérőjű hengeres elektromos vezető elektromos mezője. 
A poláris nyomtatók bipoláris koordináta-rendszert használnak képek rajzolásához szükséges útvonalak kiszámításához.

## Kiterjesztések három dimenzióra
A bipoláris koordináták többféleképpen is kiterjeszthetők három dimenzióra az ortogonális tulajdonság megőrzésével:
- bipoláris hengerkoordináta-rendszer, ahol a harmadik koordináta a z-tengely irányú eltolást jelöli
- biszférikus koordináta-rendszer, ami az x-tengely, tehát a fókuszokat összekötő tengely körüli forgatással keletkezik
- toroid koordináta-rendszer, ami az y-tengely, tehát a fókuszokat elválasztó tengely körüli forgatással keletkezik

## Fordítás
Ez a szócikk részben vagy egészben  a   Bipolar coordinates című angol Wikipédia-szócikk fordításán alapul.  Az eredeti cikk szerkesztőit annak laptörténete sorolja fel. Ez a jelzés csupán a megfogalmazás eredetét és a szerzői jogokat jelzi, nem szolgál a cikkben szereplő információk forrásmegjelöléseként.